# Elias Seppänen
Elias Seppänen, född den 31 oktober 2003 är en finländsk racerförare.

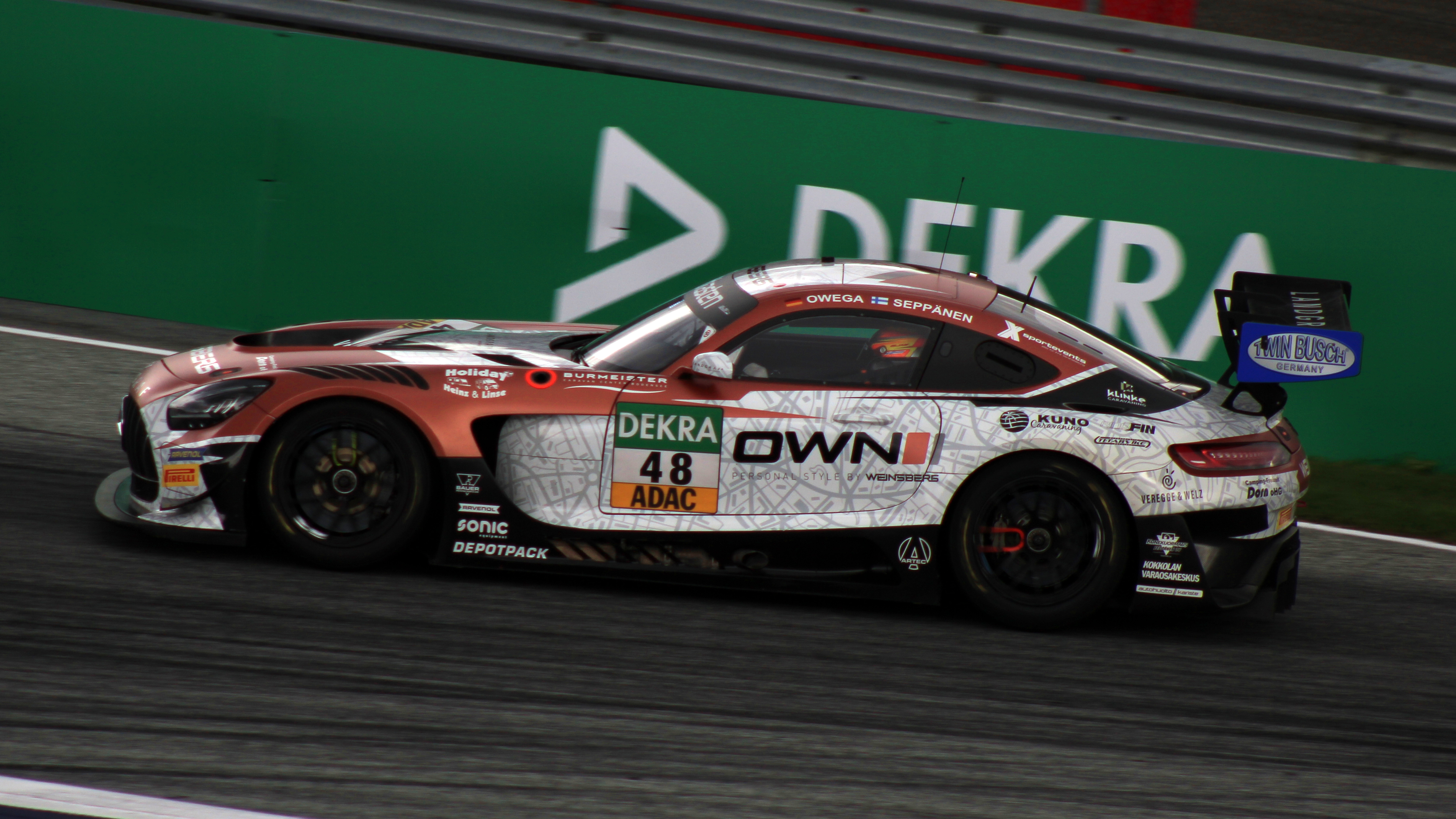
Elias Seppänen på Red Bull Ring.